# Rolling Hills (Kentucky)
Pour les articles homonymes, voir Rolling Hills.
Rolling Hills est une ville américaine située dans le comté de Jefferson, dans le Kentucky. Selon le recensement de 2020, sa population est de 934 habitants.